# Omar Palma
Omar Palma (Campo Largo, 1958. április 12. – Rosario, 2024. október 7.) argentin labdarúgó, középpályás, edző. Argentin bajnoki gólkirály (1986–87).

## Pályafutása

### Játékosként
A Rosario Central saját nevelésű játékosa volt, aki 1979-ben mutatkozott be az első csapatban. 1986-ban egy rövid ideig a Colón játékosa volt, de visszatért anyaegyesületéhez, ahol 1987-ig játszott. A Rosarióval két bajnoki címet szerzett és az 1986–87-es idényben 20 góllal bajnoki gólkirály lett. 1987 és 1989 között a River Plate labdarúgója volt, ahol tagja volt az 1987-es Copa Interamericana-győztes csapatnak. 1989 és 1992 között a mexikói Veracruz játékosa volt. 1992 és 1998 között a Rosario Centralban fejezte be az aktív játékot.

### Edzőként
2011-ben, majd 2011–12-ben a Rosario Central szakmai munkáját irányította.

## Sikerei, díjai
Rosario Central
- Argentin bajnokság (Primera Divison)
  - bajnok (2): 1980, 1986–87
  - gólkirály: 1986–87 (20 gól)
- Argentin bajnokság – másodosztály (Segunda Division)
  - bajnok: 1985
- Copa CONMEBOL
  - győztes: 1995

 River Plate
- Copa Interamericana
  - győztes: 1987